# Tyśmieniczany
Tyśmieniczany (ukr. Тисменичани) – wieś na Ukrainie, w obwodzie iwanofrankiwskim, w rejonie iwanofrankiwskim. 
W II Rzeczypospolitej wieś w powiecie stanisławowskim województwa stanisławowskiego.
W latach 1943–1944 nacjonaliści ukraińscy z OUN-UPA zamordowali tutaj 9 Polaków, grabiąc i paląc polskie gospodarstwa.
Znajduje tu się przystanek kolejowy Tyśmieniczany, położony na linii Chryplin – Delatyn.

## Ludzie
- Stanisław Kazimierz Leszczyński – urodzony w Tyśmieniczanach,[5] ppor. rezerwy piechoty WP, ofiara zbrodni katyńskiej[6][7]
- Juliusz Prokopczyc w 1907 przebywał z powodu strajku[8]